# Loose Nut
Loose Nut – ósma płyta zespołu Black Flag wydana w maju 1985 roku przez firmę SST Records.

## Lista utworów
1. Loose Nut – 4:35
2. Bastard in Love – 3:20
3. Annihilate this Week – 4:44
4. Best One Yet – 2:37
5. Modern Man – 3:11
6. This is Good – 3:34
7. I'm the One – 3:15
8. Sinking – 4:36
9. Now She's Black – 4:51

## Muzycy
- Henry Rollins – wokal
- Greg Ginn – gitara
- Kira Roessler – gitara basowa
- Bill Stevenson – perkusja